# Lellingeria itatimensis
Lellingeria itatimensis är en stensöteväxtart som först beskrevs av Carl Frederik Albert Christensen, och fick sitt nu gällande namn av Alan Reid Smith och R. C. Moran. Lellingeria itatimensis ingår i släktet Lellingeria och familjen Polypodiaceae. Inga underarter finns listade.